# Empirismo
L'empirismo (dal lat. empirĭcus, gr. ἐμπειρικός, der. di ἐμπειρία «esperienza») è un indirizzo filosofico nato nella seconda metà del Seicento in Inghilterra, secondo cui la conoscenza umana deriva esclusivamente dai sensi o dall'esperienza. I maggiori esponenti dell'empirismo anglo-sassone furono John Locke, George Berkeley e David Hume: essi negavano che gli esseri umani avessero idee innate, o che qualcosa fosse conoscibile a prescindere dall'esperienza.
L'empirismo si sviluppò in contrapposizione al razionalismo, corrente filosofica il cui esponente principale è stato Cartesio. Secondo i razionalisti, la filosofia dovrebbe essere condotta tramite l'introspezione e il ragionamento deduttivo a priori. Secondo gli empiristi, invece, le nostre teorie dovrebbero essere fondate sull'osservazione del mondo piuttosto che sull'intuito o sulla fede.
In senso lato, oggi per "empirismo" si intende un approccio pratico e sperimentale alla conoscenza, basato sulla ricerca e su un modo di procedere a posteriori, preferiti alla pura logica deduttiva. In questo senso possono essere fatti rientrare nella corrente empirista anche Ruggero Bacone, Thomas Hobbes e Francesco Bacone.

## Introduzione
Empirico è un aggettivo spesso accostato al termine scienza, ed è utilizzato sia nell'ambito delle scienze naturali che delle scienze sociali, implicando l'uso di ipotesi di lavoro che possano essere smentite dall'osservazione o dall'esperimento (cioè in ultima analisi dall'esperienza).
In un altro senso, il termine empirico nella scienza può essere sinonimo di sperimentale.
In questo senso, un risultato empirico è un'osservazione sperimentale.
In questo contesto, il termine semiempirico si usa per qualificare metodi teorici che usano in parte assiomi di base o leggi scientifiche postulate ed in parte risultati sperimentali.
Tali metodi si oppongono a metodi teorici ab initio che sono puramente deduttivi e basati sui principi primi.
Questa terminologia è particolarmente importante in chimica teorica.

### L'empirismo e la scienza
L'empirismo fu precursore del positivismo logico, noto anche come empirismo logico.
I metodi empirici hanno dominato la scienza fino al giorno d'oggi.
Hanno gettato le fondamenta per il metodo scientifico, che è la concezione tradizionale della teoria e del progresso nella scienza.
Tuttavia, negli ultimi decenni teorie come la meccanica quantistica, il costruttivismo, e La struttura delle rivoluzioni scientifiche di Kuhn hanno messo in discussione l'empirismo come modalità esclusiva in cui la scienza funziona e dovrebbe funzionare.
D'altra parte, alcuni sostengono che teorie come la meccanica quantistica forniscono un perfetto esempio della solidità dell'empirismo: la capacità di scoprire perfino leggi scientifiche contro-intuitive, e la capacità di rielaborare le nostre teorie per accettare queste leggi.

## L'empirismo nella storia
All'interno della storiografia, l'empirismo fa riferimento alla storiografia empirista, una scuola di interpretazione documentaria e di teleologia storica derivata dai lavori di Leopold von Ranke.

### L'empirismo classico
L'empirismo classico fa riferimento soprattutto al lavoro epistemologico di San Tommaso d'Aquino e di Aristotele. Per essi, tuttavia, la conoscenza è un procedimento che nasce anzitutto dal soggetto, e dall'intuizione delle forme universali.
La tesi di un Aristotele empirista-induttivista sembra emergere là dove egli afferma:
«Orbene, la dimostrazione parte da proposizioni universali, mentre l'induzione si fonda su proposizioni particolari; non è tuttavia possibile cogliere le proposizioni universali, se non attraverso l'induzione, poiché anche le nozioni ottenute per astrazione saranno rese note mediante l'induzione». «È dunque necessario che noi giungiamo a conoscere gli elementi primi con l'induzione».
In altri passi, tuttavia, emerge più chiaramente come Aristotele affermi la supremazia dell'intuizione intellettuale sulla sensazione, perché solo l'intelletto è capace di cogliere l'essenza degli oggetti reali: «Colui che definisce, allora, come potrà dunque provare [...] l'essenza? [...] non si può dire che il definire qualcosa consista nello sviluppare un'induzione attraverso i singoli casi manifesti, stabilendo cioè che l'oggetto nella sua totalità deve comportarsi in un certo modo [...] chi sviluppa un'induzione, infatti, non prova che cos'è un oggetto, ma mostra che esso è, oppure che non è. In realtà, non si proverà certo l'essenza con la sensazione, né la si mostrerà con un dito [...] oltre a ciò, pare che l'essenza di un oggetto non possa venir conosciuta né mediante un'espressione definitoria, né mediante dimostrazione».
E ancora, situando l'intuizione anche al di sopra della dimostrazione sillogistica: «i possessi sempre veraci sono la scienza e l'intuizione, e non sussiste alcun genere di conoscenza superiore alla scienza, all'infuori dell'intuizione. Ciò posto, e dato che i principi risultano più evidenti delle dimostrazioni, e che, d'altro canto, ogni scienza si presenta congiunta alla ragion discorsiva, in tal caso i princìpi non saranno oggetto di scienza (dimostrativa); e poiché non può sussistere nulla di più verace della scienza, se non l'intuizione, sarà invece l'intuizione ad avere come oggetto i princìpi».
L'induzione di cui parla Aristotele (epagoghé) sembra quindi non abbia lo stesso significato che ha presso i moderni e l'epistemologia contemporanea. Per Aristotele l'induzione è soltanto un grado preparatorio di avviamento verso l'intuizione intellettuale, non essendovi un passaggio logico-necessario dai particolari all'universale. La logica aristotelica è solo deduttiva, una "logica induttiva" sarebbe per lui una contraddizione in termini. Sintetizzando, quindi, per Aristotele l'esperienza sensibile non fa cogliere di per sé l'essenza universale. Ciò non toglie che egli abbia in parte rivalutato la conoscenza sperimentale rispetto al suo predecessore Platone.
Così anche San Tommaso, pur rivalutando la conoscenza empirica, resta fedele al presupposto aristotelico per cui solo l'intelletto consente di cogliere i principi primi.
È noto come San Tommaso scrisse il famoso assioma peripatetico, «Nihil est in intellectu quod prius non fuerit in sensu» che significa «Nella mente non c'è niente che non sia già stato nei sensi». E tuttavia affermava che «I principi innati nella ragione si dimostrano verissimi: al punto che non è neppure possibile pensare che siano falsi».

### L'empirismo moderno
L'empirismo moderno, noto anche come empirismo tradizionale, si sviluppa nell'ambito della filosofia anglosassone.
John Locke, George Berkeley e David Hume furono tra i filosofi che respinsero il concetto di "idee innate". Le idee innate, secondo i sostenitori dell'innatismo stesso, sono delle conoscenze che sono presenti entro la nostra mente oggettivamente prima di qualunque esperienza sensoriale. L'empirismo moderno sostiene invece che tutta la conoscenza viene acquisita dalla nostra coscienza solo tramite sensazioni interne o esterne.
Gli empiristi anglosassoni concepivano la conoscenza alla stregua di un processo meccanico-determinista: la mente umana, per essi, è una tabula rasa, cioè una sorta di pagina bianca, che viene plasmata e incisa dalle impressioni dei sensi in maniera simile a un mastice. L'induzione, così, avrebbe un valore logico-necessario.

### L'empirismo radicale
Gli empiristi radicali credono che tutta la conoscenza umana sia puramente empirica.
William James fu sostenitore di una tale forma radicale di empirismo.

### Altre forme
- L'empirismo naïf: le nostre idee e teorie devono riuscire a resistere al confronto con la realtà e non devono essere affette da nozioni preconcette.

- L'empirismo costruttivo: secondo questa concezione della scienza coniata da Bas C. van Fraassen[6], dovremmo richiedere alle teorie solamente di descrivere con precisione le parti osservabili del mondo. Le teorie che soddisfino tali requisiti vengono considerate "empiricamente adeguate". Se una teoria diventa ben stabilita, dovrebbe essere "accettata". Ciò significa che la teoria è considerata empiricamente accurata, viene usata per risolvere ulteriori problemi, e viene usata per estendere o raffinare la teoria.

- L'empiriocriticismo: approccio empirico alla conoscenza scientifica, della quale tuttavia riconosce i limiti[7].

## Critiche

### La struttura delle rivoluzioni scientifiche di Kuhn
Una delle più famose sfide all'empirismo è il libro di Thomas Kuhn La struttura delle rivoluzioni scientifiche (1962), che si basava a sua volta sul libro di Norwood Russell Hanson Patterns of Discovery (1958).
Nella sua opera, Kuhn sostiene che il cambio di teoria si sviluppa effettivamente tramite traslazioni di paradigma, dove si offre una nuova idea che non deriva dalle teorie esistenti ma piuttosto procura una soluzione unica e innovativa ai problemi esistenti.
Il pensiero scientifico, nella concezione di Kuhn, procede attraverso rivoluzioni, invece che per sviluppo teorico graduale tramite collaudo e sperimentazione.
Dopo che la rivoluzione avviene, gli scienziati possono vedere le cose che non erano in grado di vedere prima nello schema teorico precedente.
Kuhn ha anche discusso se la sperimentazione scientifica sia veramente imparziale e neutrale, questo perché lo sperimentatore ha già teorie e preconcetti che potrebbero influenzare la scelta degli esperimenti da eseguire e le modalità d'interpretazione dei relativi risultati.
Infine, Kuhn ha discusso se possiamo fidarci dell'affidabilità dei nostri sensi, e ha menzionato le famose illusioni stampate nel citato libro di Hanson.

### Il costruttivismo
Secondo il costruttivismo, la conoscenza della realtà è costruita attivamente dall'individuo, non ricevuta passivamente dall'ambiente.
Ci sono molte forme di costruttivismo, come il costruttivismo sociale e il costruttivismo culturale.

### La meccanica quantistica
La meccanica quantistica risponde alla domanda se l'esperienza possa essere usata per determinare una realtà ontologica.
Per esempio, l'interpretazione a molti-mondi, una delle risposte al paradosso EPR, sostiene che ci sono più versioni di ogni oggetto osservato in ogni possibile stato osservabile, esistenti in uno stato di sovrapposizione quantistica.
Se ogni entità osservabile all'interno della nostra realtà ha una controparte in uno stato alternativo, allora la nostra esperienza di queste entità non indica alcuna realtà ontologica.